# 常普兰奚
常普兰奚（1277年—14世纪？），元朝官员，信都人，常咬住的儿子。
普兰奚八岁太子真金养在宫中，母亲得病，刲股和药治疗，不令人知，真金称其孝。元成宗末年，为父丁忧，哀毁逾制。起为资善大夫、同知宣徽院事。元武宗即位，入侍兴圣宫，进升为徽政院使，推辞，依然为同知徽政院事。皇庆元年，擢升为光禄大夫，封赵国公，赐尚服黄金币、白鹘。延佑二年，加金紫光禄大夫、徽政院使。后来担任右都威卫都指挥使。至顺三年，再任徽政使。去世，其子常普化，年幼时，被元成宗召入禁中，官至集贤学士，领典瑞院。延佑年间，加荣禄大夫，守司徒，没有就任就去世了。普兰奚之弟常小和尚，官至内宰司丞。